# 五嶽大帝

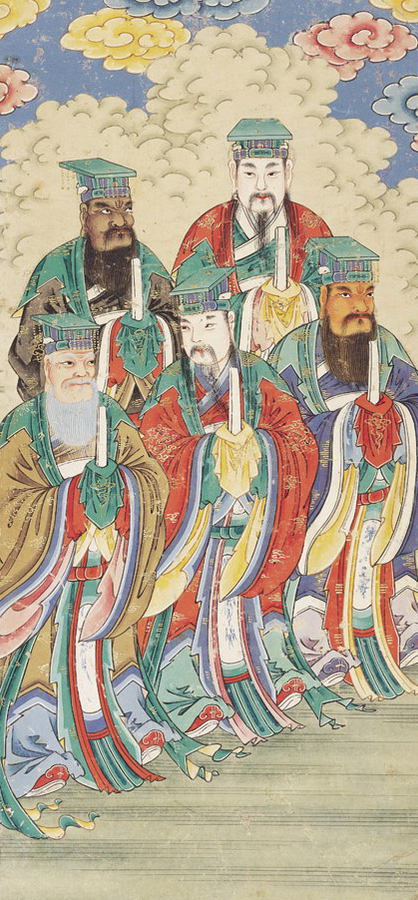
五嶽帝君

五嶽大帝是指中国的五个山神，東嶽泰山大帝、南嶽衡山大帝、西嶽華山大帝、北嶽恆山大帝、中嶽嵩山大帝，以東嶽大帝為首。其信仰源於中國古代的山川崇拜，古人認為山明水秀，雲纏霧繞，地大物博，高峻雄偉，神秘莫測的五嶽名山，令人敬畏異常。於是人們祀之為神，頂禮膜拜。

## 簡介
五嶽大帝乃玉皇上帝下派人間考察善惡之神，同時也為十殿閻君的上司、陰間的掌管者，並以東嶽大帝為首席，共同治理陰間事務。

## 歷史記載
《禮記·祭法》：“山林川谷丘陵，能出雲，為風雨，見怪物，皆曰神。”
《公羊傳·僖公三十一年》“山川有能潤於百里者，天子秩而祭之。”然對五嶽的祭祀，殷周以來便有之。
五嶽殿
五嶽殿
《週禮·春宮·大宗伯》“以血祭社稷、五祀、五嶽，以狸沈祭山林川澤。”
《禮記·王制》：“天子祭天下名山大川，五嶽視三公，四瀆視諸侯。諸侯祭名山大川之在其地者。”
從漢代開始，對五嶽的祭祀開始形成制度，據《漢書·郊祀志下》稱，漢宣帝神爵（前61—前57年）元年（前61年），自是五嶽、四瀆皆有常禮。然五嶽在人們心目中真正形成觀念卻在漢武帝前後，那時人們認為五嶽有通天地、興風雨、主萬物生長的功能，從此廟祀五嶽的制度歷代沿襲，形成祀典。
《重修緯書集成》卷三《禮含文嘉》天子祭天地宗廟六宗五嶽，得其宜，則五穀豐，雷雨時至，四夷貢物。
《風惜通義·山澤》稱東岳泰山尊日岱宗，岱者，長也，萬物之始，陰陽交代，雲融石而出，膚寸而合，不崇朝而遍雨天下，其唯泰山乎！故為五嶽之長。王者受命易姓，改制應天，功成封禪，以告天地。 …… 岱宗廟在博縣西北三十里，山虞長守之。十月日合凍，臘月日涸凍，正月日解凍，皆太守自侍祠，若有穢疾，代行事。南嶽衡山“一名霍山，霍者，萬物盛長，垂枝布葉，霍然而大。廟在廬江，滿縣”。西嶽華山“華者，華也，萬物滋熟變華於西方也。……廟在弘衣華陰縣”。北岳恆山恆者，常也，萬物伏藏於北方有常也。廟在中山上曲陽縣。中嶽嵩山名日嵩，嵩者，高也，廟在潁川陽城縣。以後隨著神仙信仰的發展和深入，五嶽不斷被神化，道教創立後，將五嶽視為洞天福地，如東岳名為蓬玄太空洞天，南嶽名為朱陵太虛洞天，西嶽名為太極總仙洞天，北岳名為太乙總玄洞天，中岳名為上聖司真洞天，並稱每山都有神仙居住。後來人們又將五嶽與五行、五方、五色、五帝相配，形成了一個完整的信仰體系。這種觀念認為東方屬木，其色青，南方屬火，其色赤，西方屬金，其色白，北方屬水，其色黑，中央屬土，其色黃。
東晉葛洪《枕中書》則以太昊氏為青帝，治岱宗山，祝融氏為赤帝，治衡霍山，金天氏為白帝，治華陰山，顓頊氏為黑帝，治太恆山，軒轅氏為黃帝，治嵩高山。

## 東嶽泰山天齊仁聖大帝
五嶽泰山乃天帝之孫，群靈之府，為五嶽之首，主掌人間生死貴賤修短、為陰陽十殿閻王的主管、地府陰司的主神。《三教搜神大全》亦說：泰山者，乃群山之祖，五嶽之宗，天帝之孫，神靈之府也。可見秦漢以前，古人認為泰山峻極於天，是人神相通的地方，所以帝王登極，都必須到泰山封禪祭告天帝以保佑國運昌隆，政權長久，並尊泰山之神為東嶽大帝。
生辰：三月廿八日。

## 中嶽嵩山中天崇聖大帝
中嶽嵩山位於河南，因鄰近古都洛陽，故在五嶽中地位較高，但不及東嶽泰山的名望。
五嶽之中，封王封帝，中嶽皆為最早。道經稱，中嶽神君服黃袍，戴黃玉太乙冠，佩神宗陽和印，乘黃龍，領仙宮玉女三萬人。主治土地山川陵谷，山林樹木之屬。按五行觀念，中央屬土，故道教認為中嶽為五土之主，強調太上常用三天真人有德望者居中嶽神君之位。
生辰：三月十八日。

## 西嶽華山金天順聖大帝
五嶽之中，西嶽華山因鄰近漢唐都城長安，故長期備受尊崇。東漢時就傳說西嶽神君能興雲雨，產萬物，通精氣，有益於人，朝庭祭祀，禮同三公。緯書稱華山神姓浩名郁狩。
《雲笈七籤》稱，少昊為白帝，治西嶽，上應井鬼之精，下鎮秦之分野。華山神服白袍，戴太初冠，佩開天通真印，乘白龍，領仙官玉女四千餘人。職掌五金陶鑄坑治， 兼羽禽飛鳥之事。
生辰：十一月初六日。

## 南嶽衡山司天昭聖大帝
南嶽衡山是五嶽之一。 漢代所祀南嶽，為廬江郡天柱山神君，隋唐以後，改祀湖南衡山。道經宣稱南嶽神君名叫崇覃（一說姓丹名靈峙），主星辰分野，兼水族魚龍之事。常服朱光袍，戴九丹日精冠，佩夜光天真印乘赤龍，領神仙七萬眾。司天昭圣帝即火神祝融，常称为南岳圣帝。
生辰：十二月十六日。

## 北嶽恆山安天玄聖大帝
北嶽恆山是五嶽之一，但在五嶽中地位較低。從漢唐至宋明， 都以河北曲陽的恆山為北嶽。清朝順治年間，改祀位於山西渾源的恆山，原河北恆山於是改稱大茂山。
《雲笈七籤》描述北嶽神服元流袍，頭戴太真冥靈冠，佩長津治真印，乘黑龍，領仙人玉女七千人。相傳他主治江河湖海，包括淮、 濟、 涇、 渭諸水，兼虎豹走獸之類，虺蛇昆蟲等屬。
生辰：八月初十日。